# El ratón y la rana

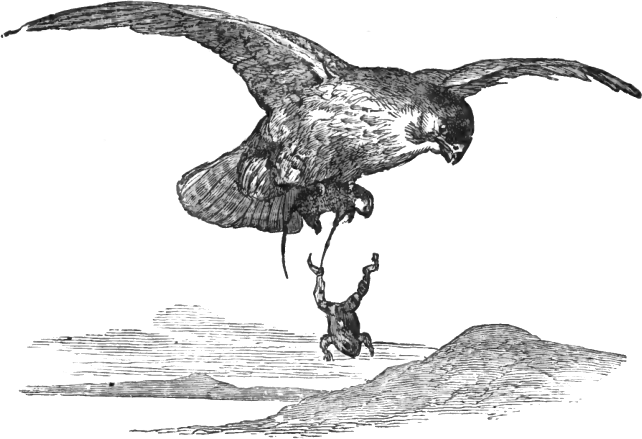
Ilustración de la fábula El ratón y la rana (Three Hundred Æsop's Fables por George Fyler Townshend, ilustrado por Harrison Weir. pág. 74)

El ratón y la rana es una fábula atribuida a Esopo que trata sobre un ratón que se hizo amigo de una rana, la cual con intenciones de burla ata su pierna a la de su amigo. Así, marchan por tierra para alimentarse, hasta que luego se acercan a la orilla de un pantano. La rana sin más salta dentro y se va hasta el fondo, llevándose al ratón consigo. El ratón terminó ahogándose y quedó flotando en la superficie, lo que provocó que un milano lo avistara desde las alturas, así que este descendió y se lo llevó para comérselo luego. Cuando sacó al ratón del agua, la rana también fue capturada, y así, compartió el mismo destino que su enemigo.
La moraleja de la historia es que las acciones que se hagan intencionalmente con maldad, se pagan al mismo precio por parte de quien las comete.